# Mucroberotha fasciata
Mucroberotha fasciata là một loài côn trùng trong họ Berothidae thuộc bộ Neuroptera. Loài này được Tjeder miêu tả năm 1959.